# Margaret A. Ryan

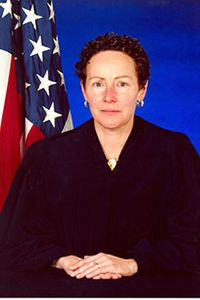
Margaret A. Ryan

Margaret A. Ryan (* in Chicago, Illinois) ist eine US-amerikanische Juristin und Richterin am United States Court of Appeals for the Armed Forces, dem Bundesberufungsgericht für die Streitkräfte der Vereinigten Staaten.
Ryan wurde am 15. November 2006 von Präsident George W. Bush nominiert, um Richter H. F. Gierke zu ersetzen, der am 30. September 2006 zurückgetreten war. Ryan wurde am 9. Dezember 2006 einstimmig durch den Senat der Vereinigten Staaten bestätigt. Sie wurde am 20. Dezember 2006 vereidigt, ihre gesetzlich auf 15 Jahre befristete Amtszeit endet am 30. September 2021.
Bevor sie zum Gerichtshof stieß, arbeitete Ryan als Anwältin in verschiedenen Kanzleien. Zuletzt war sie von 2004 bis zu ihrer Ernennung zur Richterin bei Wiley Rein LLP tätig. Zuvor arbeitete sei von 2002 bis 2004 bei Bartlit Beck Palenchar & Scott und von 1999 bis 2000 bei Cooper Carvin & Rosenthal. Ryan war von 1988 bis 1992 aktive Soldatin des United States Marine Corps sowie erneut von 1995 bis 1999 in der Militärgerichtsbarkeit. Als Mitglied dieser Einheit war sie als Gerichtsrätin und Obergerichtsrätin in Okinawa, Japan und Quantico (Virginia) stationiert. Im Anschluss diente sie als Adjutantin für den Kommandeur des Marine Corps, General Charles C. Krulak.
Ryan hält einen B.A. des Knox College, ihren J.D. erhielt sie von der Rechtsfakultät der University of Notre Dame als Teil des Rechtsausbildungsprogrammes des Marine Corps. An der Universität war sie auch als Mitherausgeberin der Notre Dame Law Review tätig. Ryan arbeitete von 2000 bis 2001 Richter J. Michael Luttig am Fourth Circuit Gericht zu, anschließend von 2001 bis 2002 für Richter Clarence Thomas beim United States Supreme Court.
Das Sicherheitsunternehmen Blackwater verklagte im Januar 2008 die Kanzlei Wiley Rein und deren ehemalige Mitarbeiterin Margaret A. Ryan auf Schadensersatz in Höhe von 30 Millionen US-Dollar, weil Ryan und ein von ihr geleitetes Team von Anwälten der Kanzlei sich 2005 nach Auffassung von Blackwater im Rahmen ihrer Mandatsausübung einer Verletzung ihrer Amtspflichten schuldig gemacht hatten, als sie die Firma gegen eine Klage von Angehörigen vierer Blackwellmitarbeiter vertraten, die am 31. März 2004 in Falludscha getötet worden waren. Die Schadensersatzklage gegen Wiley und Ryan wurde am 27. Mai 2008 vom Superior Court (Kammergericht) des District of Columbia abgewiesen, gegen die Ablehnung hat Blackwater Einspruch erhoben.